# Psora luridella
Psora luridella är en lavart som först beskrevs av Edward Tuckerman, och fick sitt nu gällande namn av Fink. Psora luridella ingår i släktet Psora och familjen Psoraceae.   Inga underarter finns listade i Catalogue of Life.